# Ostkrankenhaus Augsburg
Das Ostkrankenhaus Augsburg war ein Krankenhaus im Augsburger Stadtteil Lechhausen.

## Geschichte
Das Ostkrankenhaus wurde 1941 während des Zweiten Weltkrieges zur Behandlung von Patienten mit Infektionskrankheiten im Gebäude der bisherigen Schillerschule in Lechhausen eingerichtet, das aus dem Jahre 1908 stammte. Nach Kriegsende wurde das Behandlungsspektrum um die Rehabilitation und Behandlung von beatmungspflichtigen Patienten erweitert. Zum 1. Januar 1971 wurde das Ostkrankenhaus als Teil der III. Medizinischen Klinik dem neugegründeten Krankenhauszweckverband Augsburg zugeordnet.
Schon im Juli 1958 hatte der Augsburger Stadtrat den Plan zur Errichtung eines neuen zentralen Krankenhauses gefasst, das nach einer langen Planungs- und Bauphase im April 1982 eröffnet wurde. In der Folge zogen alle Abteilungen des Ostkrankenhauses (wie auch des Westkrankenhauses) in das neue Zentralklinikum um, die Stilllegung des Krankenhauses erfolgte im November 1982. Zuletzt verfügte das Krankenhaus über 91 Betten.

## Heutige Nutzung
Das Gebäude des ehemaligen Ostkrankenhauses wird heute von der Caritas Augsburg Betriebsträger (CAB) gGmbH für das Seniorenheim „Sankt Anna und Wolfhard“ mit einem angeschlossenen Servicezentrum genutzt.